# PHOSPHO2
PHOSPHO2 (англ. Phosphatase, orphan 2) – білок, який кодується однойменним геном, розташованим у людей на 2-й хромосомі. Довжина поліпептидного ланцюга білка становить 241 амінокислот, а молекулярна маса — 27 769.
| 10         |  | 20         |  | 30         |  | 40         |  | 50         |
| ---------- |  | ---------- |  | ---------- |  | ---------- |  | ---------- |
| MKILLVFDFD |  | NTIIDDNSDT |  | WIVQCAPNKK |  | LPIELRDSYR |  | KGFWTEFMGR |
| VFKYLGDKGV |  | REHEMKRAVT |  | SLPFTPGMVE |  | LFNFIRKNKD |  | KFDCIIISDS |
| NSVFIDWVLE |  | AASFHDIFDK |  | VFTNPAAFNS |  | NGHLTVENYH |  | THSCNRCPKN |
| LCKKVVLIEF |  | VDKQLQQGVN |  | YTQIVYIGDG |  | GNDVCPVTFL |  | KNDDVAMPRK |
| GYTLQKTLSR |  | MSQNLEPMEY |  | SVVVWSSGVD |  | IISHLQFLIK |  | D          |

A: Аланін

C: Цистеїн

D: Аспарагінова кислота

E: Глутамінова кислота

F: Фенілаланін

G: Гліцин

H: Гістидин

I: Ізолейцин

K: Лізин

L: Лейцин

M: Метіонін

N: Аспарагін

P: Пролін

Q: Глутамін

R: Аргінін

S: Серин

T: Треонін

V: Валін

W: Триптофан

Кодований геном білок за функцією належить до гідролаз. 
Білок має сайт для зв'язування з іонами металів, іоном магнію, піридоксаль-фосфатом. 